# Bogesundslandet

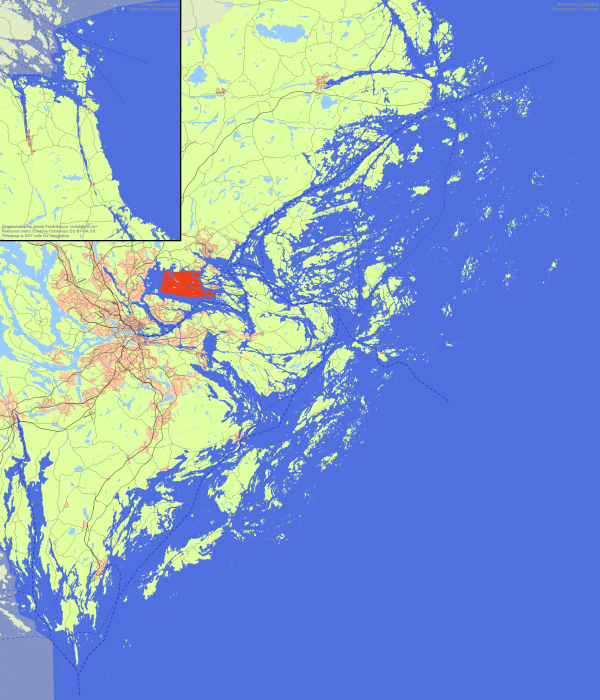
Bogesundslandets läge.

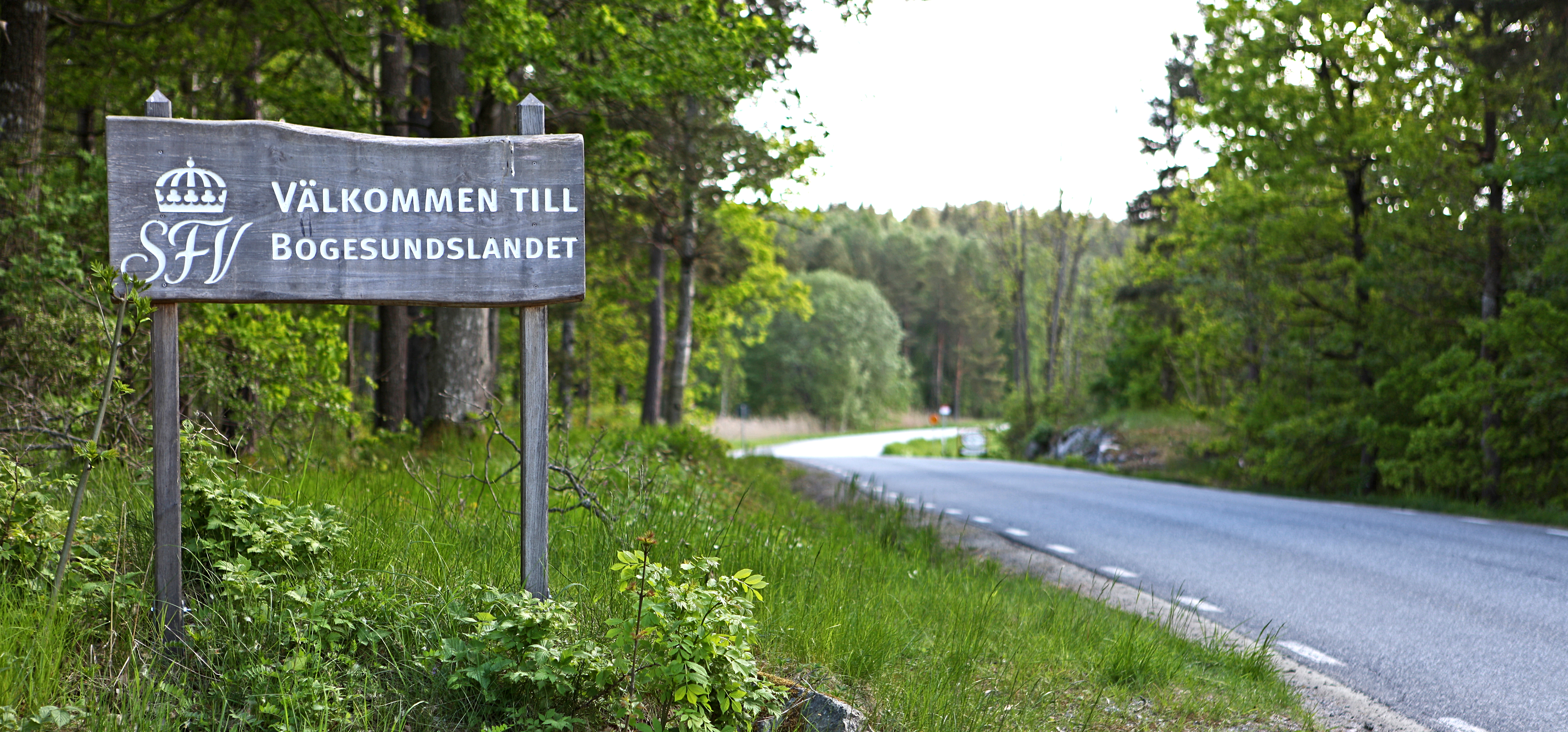
Skylt som välkomnar till Bogesundslandet

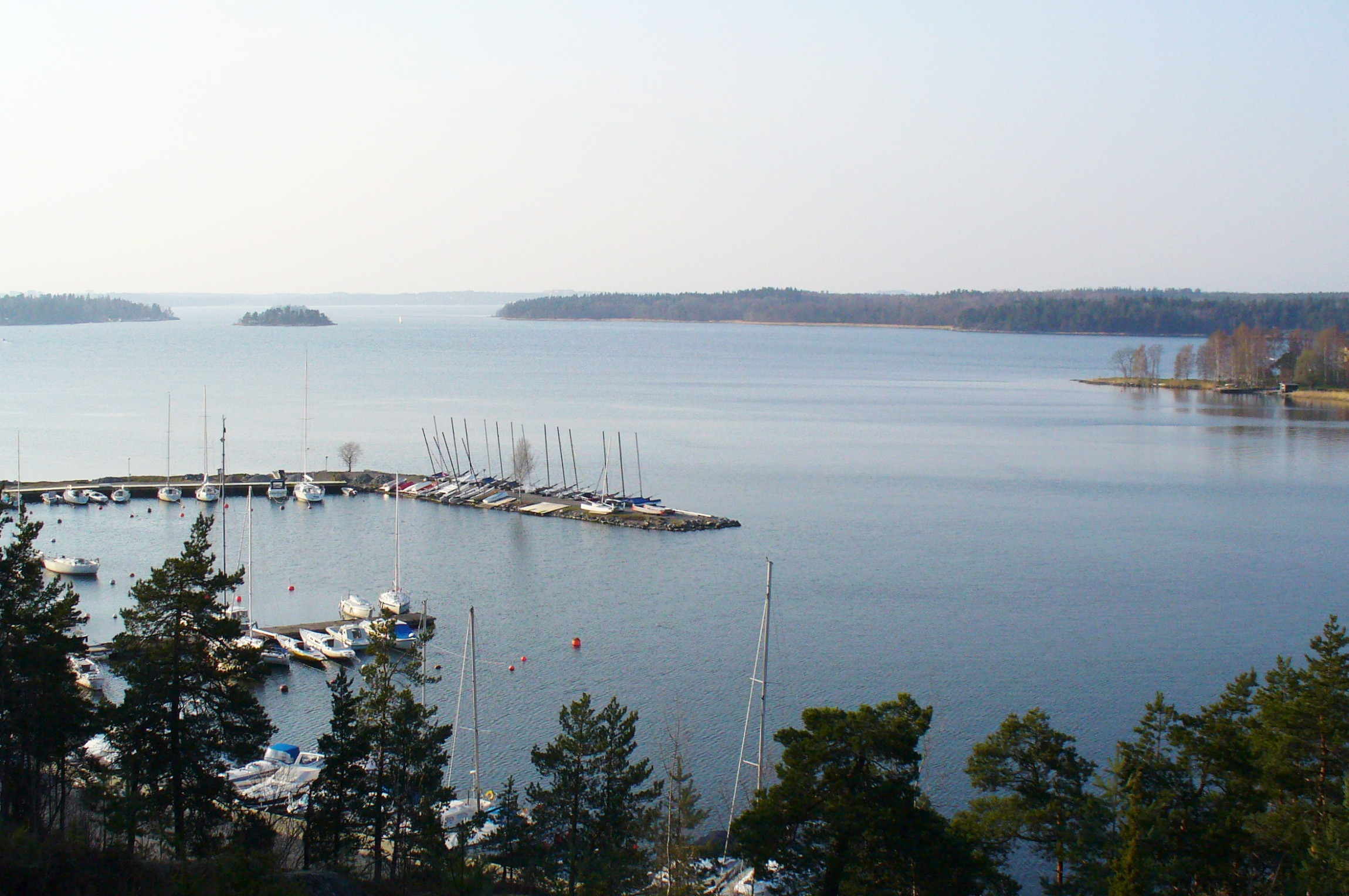
Askrikefjärden sett från Lidingö-sidan. Bogesundslandet syns i bakgrunden.

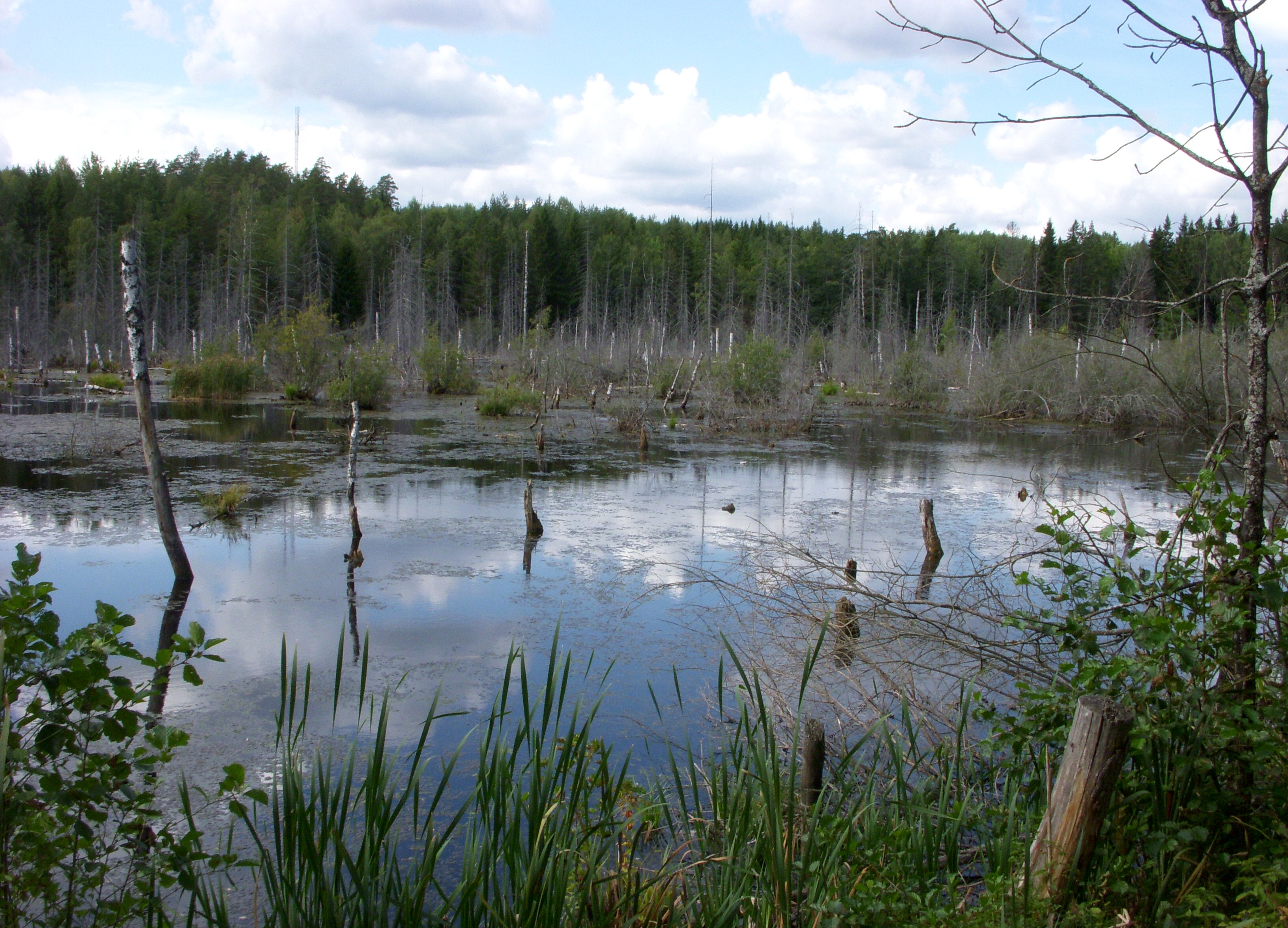
Jordbrodammen 2011.

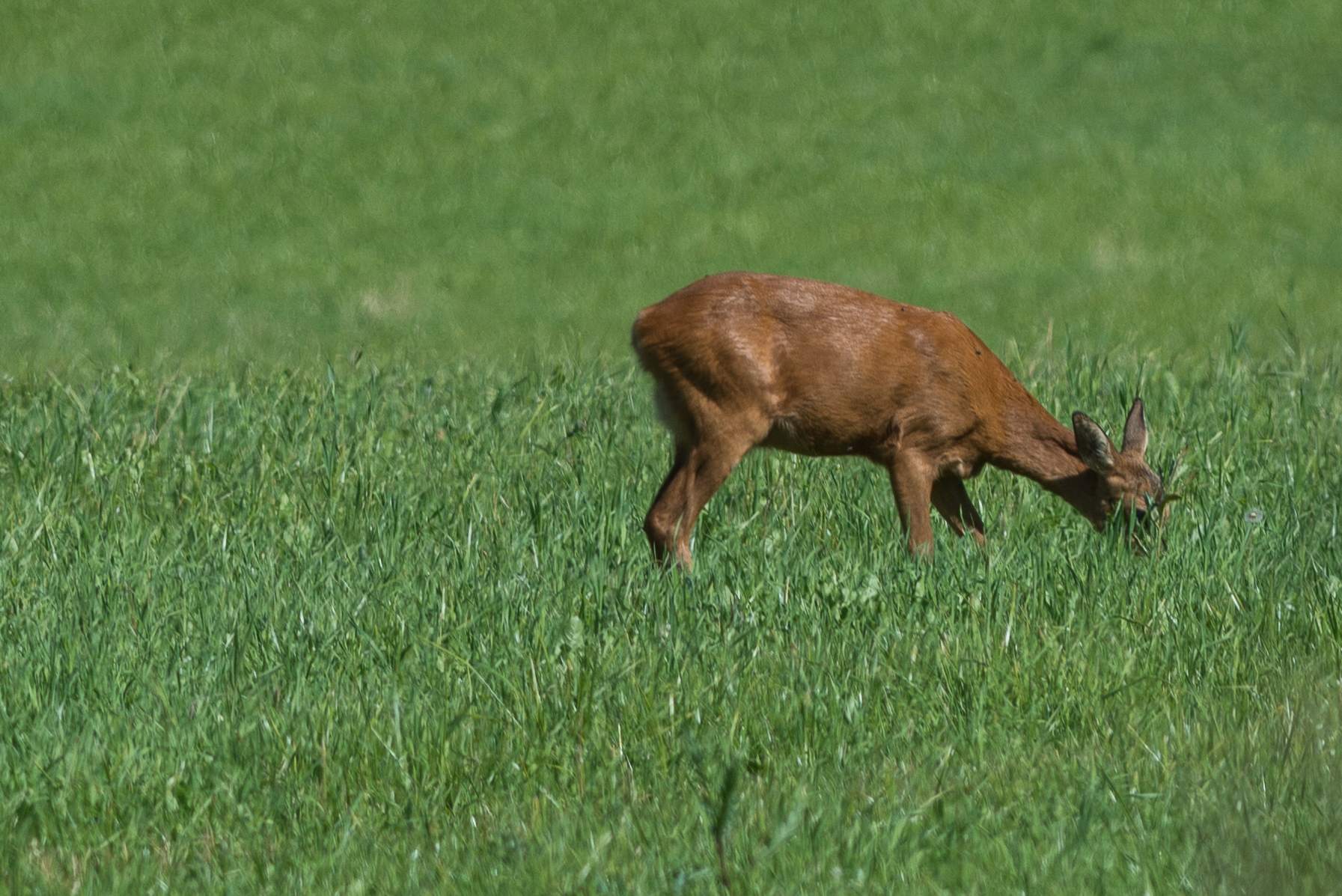
Rådjur på Bogesundslandet 2015

Bogesundslandet är en 28,9 km² stor halvö i södra Uppland, tillhörande Vaxholms kommun.
Området hörde ursprungligen till Östra Ryds socken och landskommun och senare Österåkers kommun när denna 1974 lades samman med Vaxholms kommun. När kommunen åter delades i två, år 1983, ritades nya gränser så att Bogesundslandet kom att kvarstanna i Vaxholms kommun.
Namnet var ursprungligen Bogösund, ett forntida sund mellan Ekefjärd och Holmingeviken, som skilde Bogön från Väderön. På öarna fanns minst fem bosättningar under vikingatiden.
Området, som utgör ett stort rekreationsområde med ett flertal iordningställda promenadstigar och en campingplats vid Askrikeviken, har det kulturminnesmärkta Bogesunds slott som främsta sevärdhet.

## Geologisk historia
Bogesundslandets landskap är ett resultat av den senaste istiden som lämnade efter sig moräner när den drog sig tillbaka för cirka 10 000 år sedan. I många berghällar syns räfflor från isens rörelse och stora flyttblock, som isen hittransporterade ligger på flera ställen. Först under vikingatiden började landskapet anta den form som den har idag. Då var havsnivån cirka fem meter högre än idag, ett resultat av en postglaciala landhöjningen, som fortfarande pågår (se Landhöjningen i Stockholm).

## Tidig historia
Bogesundslandet kallades på 1600-talet för Väderön (stavat Wäderöön) där säterierna Bogesund och Frösvik (äldre stavning Frösswijk) utgjorde större herresäten. Den senare var på medeltiden släkten Oxenstiernas sätesgård. Bland de större gårdarna kan nämnas Hagie och Askrike gård. Fjärden utanför benämndes Hagiefjärden, som numera kallas Askrikefjärden.
1870-1873 gjordes en genomgripande uppmätning av Bogesundslandet och alla underlydande hemman till de två säterierna Bogesund och Frösvik som vid den tiden ägdes av Nils Albrekt (f.d. von Lantingshausen) von Höpken.
- Till säteriet Bogesund angavs följande underlydande frälsehemman: Eke, Broknäs, Nässeldal, Bogsätra, Tornboda, Nibble, Gåsvik, Bullerholm, Norrkula, Söderkulla och Tenö.
- Till säteriet Frösvik angavs följande underlydande frälsehemman: Röskär, Erenvik, Holminge, Söderby, Ellboda, Askrike, Vestra, Hagu, Långvreta och Sandvreta.
- Den separata gården Sundby angavs som kronoskattehemman och gården Ladvik som separat frälsehemman.

Ön Storholmen söder om Frösvik med omkringliggande mindre öar antas ha tillhört Frösviks säteri.
Pålsundsbatteriet, även kallad 17:e batteriet, ligger på Bogesundslandet intill sydvästra landfäste av Pålsundsbron. De kvarvarande anläggningarna ingick i en serie försvarsverk i den så kallade Vaxholmslinjen. Här vid Pålsundet har det funnits befästningsverk sedan 1500-talet.

## Jordbrodammen
Ungefär mitt på halvön vid samhället Bogesund finns Jordbrodammen, en konstgjord grund sjö som anlades för bevattning av den intilliggande golfbanan. Man höjde vattennivån i en björkskog och skapade så en liten sjö. Björkarna dog, men står kvar än så länge. Men med tiden kommer de att falla omkull och försvinna. Jordbrodammen, som har sitt namn efter torpet "Jordbron" från 1800-talets slut, har blivit våtmark och häckningsplats för många fåglar.

## Bogesundslandets naturreservat
Bogesundslandet var på mitten av 1960-talet planerat att bebyggas med bostäder och med motorväg via Lidingö, planer som senare skrinlades. Istället bildades år 2015 Bogesundslandets naturreservat med svenska staten som ägare och Statens fastighetsverk som förvaltare. Reservatet omfattar en area om 4 341 hektar, varav land 2 895 hektar. I reservatet ingår även ett Natura 2000-område. Bogesunds slott ligger som ett slags centrum på Bogesundslandet. Själva slottet ingår inte i reservatet, men utgör istället ett lagskyddat byggnadsminne.